# Stare Jegławki
Stare Jegławki (niem. Alt Jäglack) – część wsi Jegławki, w Polsce, położona w województwie warmińsko-mazurskim, w powiecie kętrzyńskim, w gminie Srokowo.
W latach 1975–1998 Stare Jegławki należały administracyjnie do województwa olsztyńskiego.

## Nazwa
12 listopada 1946 r. nadano miejscowości polską nazwę Stare Jegławki.